# Бун, Перл Ли
Перл Ли Бун (1895 или 1896—1954) — американская зоолог, специализировавшаяся на беспозвоночных. Она была одним из самых печально известных карцинологов своего времени, поскольку её карьера сопровождалась заявлениями о некомпетентности и разногласиями по поводу правдивости ее работы по идентификации. Стала автором нескольких биологических таксонов (см. Белоногая креветка).
В 1916—1921 годах Бун работала в Национальном музее естественной истории в Вашингтоне, откуда вынуждена была уйти после внутреннего расследования. Основным её оппонентом и обвинителем при этом выступал американский биолог Валдо Л. Шмитт с другими коллегами. При этом сама Перл утверждала, что он преследовал её.
Представлялась как Peal Lee Boone, а затем Lee Boone и даже Mr. Lee Boone. В одном письме 1917 года она подписалась как Virginia Lee Boone.